# Cambra anterior
La cambra anterior és l'espai de l'ull que està limitat per davant per la còrnia i per darrere per l'iris i el cristal·lí, on comunica amb la cambra posterior a través de la pupil·la. Aquest espai es troba ple d'un líquid que s'anomena humor aquós, el qual circula lliurement i aporta els elements necessaris per al metabolisme de les estructures anteriors de l'ull que són avasculares (no reben aportacions nutritives de la sang) com la còrnia i el cristal·lí.
En un lloc de la cambra anterior que s'anomena angle iridocorneal (el punt d'unió entre l'iris i la còrnia) es troba el canal de Schlemm pel qual s'elimina l'humor aquós sobrant. L'equilibri entre la producció i l'eliminació de l'humor aquós és de gran importància per al funcionament normal de l'ull. Si el canal de Schlemn s'obstrueix per alguna circumstància, augmenta la pressió normal de l'humor aquós i es produeix una malaltia que s'anomena glaucoma.